# Aage Garde
Aage Garde (18. marts 1876 i Kerteminde – 14 september 1955 på Oringe Sindssygehospital ved Vordingborg) var en dansk skuespiller.
Garde var elev på Dagmarteatret, hvor han debuterede i 1896 med forestillingen Væverne. I de følgende år studerede han fransk skuespilkunst i Paris og tysk teater i Berlin. I 1910 havde han hovedrollen i stumfilmen Ansigtstyven, og spillede derefter med i flere stumfilm indtil 1916. Mellem 1913 og 1923 var han direktør ved Århus teater, og derefter skuespilsdirektør ved Det Kongelige Teater i København, indtil han blev afskediget i 1924. I 1930 blev han ansat som skuespiller ved Det Kongelige Teater, men måtte sig farvel til scenen i 1934 på grund af svigtende syn.
Aage Garde var først gift med skuespillerinden Christine Garde, senere Helga Garde med hvem han fik sønnen Mogens Garde, der var journalist og teateranmelder.

## Filmografi
- Ansigtstyven (Stumfilm, 1910)
- I Bondefangerkløer (Stumfilm, 1910)
- Storstadsvildt (Stumfilm, 1912)
- Kansleren, kaldet den sorte Panter (Stumfilm, 1912)
- Marconi-Telegrafisten (Stumfilm, 1912)
- Den sidste Hurdle (Stumfilm, 1912)
- Mørkets Gerninger (Stumfilm, 1912)
- Skuespilleren (Stumfilm, 1913)
- En Straamand (Stumfilm, 1913)
- Under Møllevingen (Stumfilm, 1913)
- Det røde Alfabet (Stumfilm, 1916)
- Tango (1933)
- Det gyldne smil (1935)